# Sânpaul (Mureș)
Sânpaul (in ungherese Kerelőszentpál, in tedesco Paulsdorf) è un comune della Romania di 4246 abitanti, ubicato nel distretto di Mureș, nella regione storica della Transilvania. 
Il comune è formato dall'unione di 5 villaggi: Chirileu, Dileu Nou, Sânmărghita, Sânpaul, Valea Izvoarelor.
Tra i monumenti di interesse del comune si trovano:
- La chiesa cattolica del XIV secolo
- La Cappella Haller, cappella nobiliare del 1745-1760